# Eva Lund
Eva Lund (n. 1 mai 1971, Stockholm, Suedia) este o jucătoare de curl ce a reprezentat Suedia, medaliată olimpică. A participat la 2 ediții ale Jocurilor Olimpice (2006, 2010) în care a câștigat două medalii de aur.